# Charlie Quarterman
Charles Baxter (Charlie) Quarterman (Oxford, 6 september 1998) is een Brits voormalig wielrenner die als beroepsrenner in 2020 en 2021 voor Trek-Segafredo reed.

## Carrière
Quarterman reed in 2017 en 2018 voor de Luxemburgse wielerploeg Leopard Pro Cycling. Hij wist in dienst van deze ploeg geen wedstrijd te winnen. In 2019 won hij het Brits kampioenschap tijdrijden voor beloften. Aan het eind van dat jaar mocht hij stage lopen bij Trek-Segafredo. Voor deze ploeg werd hij in 2020 prof.

## Overwinningen
2019
 Brits kampioen tijdrijden, Beloften

## Resultaten in voornaamste wedstrijden
| Jaar | Ronde van Italië | Ronde van Frankrijk | Ronde van Spanje |
| ---- | ---------------- | ------------------- | ---------------- |
| 2021 |                  |                     |                  |
| 2022 |                  |                     |                  |
| 2023 | 115e             |                     |                  |

| Jaar | Clásica San Sebastián |
| ---- | --------------------- |
| 2021 | opgave                |
| 2022 |                       |
| 2023 |                       |

## Ploegen
- 2017 –  Leopard Pro Cycling
- 2018 –  Leopard Pro Cycling
- 2019 –  Trek-Segafredo (stagiair per 1-8)
- 2020 –  Trek-Segafredo
- 2021 –  Trek-Segafredo
- 2023 –  Team Corratec

Brockhoff · Geßner · Krieger · Leyder · Maciejuk · Pons · Quarterman · Rekita · Reynders · Schlechter · Spengler · Wirtgen
Beppu · Bernard · Brambilla · Ciccone · Clarke · Conci · Degenkolb · Eg · Felline · Frame · Gogl · Irizar (actief t/m 3 augustus) · Kirsch · de Kort · Mollema · Mosca (vanaf 1 augustus) · Moschetti · Mullen · Pantano · Pedersen  · Porte · Reijnen · Skujiņš · Stetina · Stuyven · Theuns · Debeaumarché (stagiair) · López (stagiair) · Quarterman (stagiair)
Bernard · Brambilla · Ciccone · Clarke · Conci · De Kort · Eg · Elissonde · Kamp · Kirsch · Liepiņš · López · Mollema · Mosca · Moschetti · Mullen · A. Nibali · V. Nibali · Pedersen  · Porte · Quarterman · Reijnen · Ries · Simmons · Skujiņš · Stuyven · Theuns · Weening (vanaf 5 juni) · Fancellu (stagiair) · Skjelmose Jensen (stagiair) · Tiberi (stagiair)
Bernard · Brambilla · Ciccone · Conci · Eg · Egholm · Elissonde · Gebreigzabhier · Kamp · Kirsch · De Kort  · Liepiņš · López · Mollema · Mosca · Moschetti · Mullen · A. Nibali · V. Nibali · Pedersen · Quarterman · Reijnen · Ries · Simmons · Skjelmose Jensen · Skujiņš · Stuyven · Theuns · Tiberi · Baroncini (stagiair) · Hellemose (stagiair) · Hoole (stagiair)
Amella · Baldaccini · Barać · Conti · Dalla Valle · Gandin · Iacchi · Konychev · Masotto · Murgano · Olivero · Ponomar (vanaf 10/8) · Quarterman · Quartucci · Stojnić · Stöckli · Tivani · Vacek · van Empel · Viviani · Zambelli · Darbellay (stagiair) · Debons (stagiair) · Tsarenko (stagiair)